# Бли Герсвилер
Бли Герсвилер (фр. Blies-Guersviller) насеље је и општина у североисточној Француској у региону Лорена, у департману Мозел која припада префектури Саргемен.
По подацима из 2011. године у општини је живело 605 становника, а густина насељености је износила 168,06 становника/km². Општина се простире на површини од 3,6 km². Налази се на средњој надморској висини од 197 метара (максималној 287 m, а минималној 197 m).

## Демографија
| 1962. | 1968. | 1975. | 1982. | 1990. | 1999. | 2011. |
| ----- | ----- | ----- | ----- | ----- | ----- | ----- |
| 362   | 373   | 313   | 542   | 628   | 661   | 605   |

График промене броја становника у току последњих година